# Sääminginsalo
Sääminginsalo je otok u Finskoj. Za ovaj se otok smatra da je najveći (površine 1,069 km2) pravi otok u finskoj. Ako ga se smatra otokom, treći je najveći otok u jezeru na svijetu. Ovaj unutarnji otok nalazi se u regiji Južna Savonija, istočna Finska i okružen je jezerom Saimaa (Haukivesi, Puruvesi i Pihlajavesi) i umjetnim kanalom, Raikuun Kanava, koji je izgrađen 1750-ih. Najpoznatija znamenitost na Sääminginsalu je crkva u Kerimäkiju, najveća drvena crkva na svijetu.
Tradicionalno, Soisalo u istom kompleksu jezera smatra se najvećim otokom Finske, ali tehnički to nije pravi otok jer jezera koja ga okružuju nisu na istoj razini. Isto se, međutim, može reći i za sam Sääminginsalo, budući da je odvojen od kopna samo umjetnim kanalom i po tome se ni po čemu ne razlikuje od poluotoka poput Jutlanda ili Peloponeza .

## Vanjske poveznice
|  | Zajednički poslužitelj ima još gradiva o temi Sääminginsalo |